# X射线脉冲星
X射线脉冲星是一种具有强度非常精确地周期性变化的X射线源。X射线脉冲星的周期从不到一秒至数分钟不等。
虽然X射线脉冲星与无线电脉冲星都是旋转的磁性的中子星，两者的光变特征不同。不过两者的光变周期与其自转周期均相同。两者最大的不同是无线电脉冲星的周期在微秒数量级上，所有的无线电脉冲星均不断丧失其角动量而不断变慢，而有些X射线脉冲星的自转则不断加快，其它的基本不变化，或者无规则地变快或者变慢。
两者之间的区别的原因在于其物理组成。99%以上的无线电脉冲星是单个天体，它们旋转时通过释放高速粒子以及由于磁极的旋转而不断丧失其动能。相对的，X射线脉冲星則是所谓的“近双星系统”，在这里两颗星通过物质流相互作用。比较大的主序列星的物质不断流向比较小的中子星。中子星的磁场导致流入的物质在中子星表面的热点上落到中子星上，产生X射线。随着中子星的自转这个热点时而可以被我们观察到，造成了其变光。通过流入的物质造成的角动量变化导致了中子星的自转可能变快或者变慢。

## 观测
使用X射线望远镜观测X射线脉冲星，X射线望远镜是近地轨道的卫星，尽管大部分是在X射线天文学的早期已经进行了一些观察，是使用气球或探测火箭携带的探测器进行的。
第一颗被发现的X射线脉冲星是在1971年使用乌呼鲁X射线卫星（Uhuru）发现的半人马座X-3。